# Île Gupo
L'île Gupo (Chinois traditionnel: 姑婆嶼; pinyin: Gūpó Yǔ), également transcrit en île Koba, est une île de la municipalité de Baisha dans le comté de Penghu à Taiwan,.